# Serviço de Protecção Civil e Bombeiros
O Serviço de Protecção Civil e Bombeiros (SPCB) é uma corporação cuja principal missão consiste na execução de atividades de defesa civil, prevenção e combate a incêndios, buscas, salvamentos e socorros públicos no âmbito de Angola.
O SPCB é um órgão integrado ao Ministério do Interior, componente do Sistema de Defesa Social de Angola.

## História

### Surgimento dos bombeiros em Angola
O serviço de bombeiros em Angola tem seu surgimento no início do século XIX, mais especificamente na cidade de Luanda. Era um serviço voluntário e informal, vagamente estruturado para prestar socorro na zona residencial das cubatas. As autoridades do Concelho de Luanda instituíram medidas que facilitavam a prestação do serviço, mesmo que não houvesse uma estrutura formal ou profissional. Inclusive, passaram a ser mantidos meios rudimentares de combate ao fogo (vasilhas para carregamento de água) no centro da cidade e instruções gerais de alarme de incêndio.

### Organização formal do serviço de bombeiros
Em 1890, por iniciativa do Grémio Angolense, uma instituição anarco-sindicalista de caráter mutualista, é criado a "Associação de Bombeiros Voluntários de Luanda", que estrutura três estações de combate a incêndios em Luanda. É esta dada que é considerada a organização efetiva e a fundação formal da corporação. Em 1902, o Sindicato dos Trabalhadores da Companhia do Caminho de Ferro Através de África assumiu responsabilidade pelo serviço, e alterou seu nome para "Associação de Bombeiros Voluntários do Caminho de Ferro", expandindo o serviço para Golungo Alto e Lucala. Na década de 1910, a Associação passou a ser denominada como "Serviço de Extinção de Incêndios", porém ainda continuando a depender, principalmente, dos sindicatos de trabalhadores ferroviários em Luanda, Golungo Alto, Lucala, Lobito, Benguela, Huambo e Moçâmedes.
Foi somente em 1929 que foi autorizado o início do processo de estatização e municipalização, com o Serviço de Extinção de Incêndios passando a ser denominado como "Corpo de Salvação Pública de Luanda", sob responsabilidade da Câmara de Luanda. Foi criado um quadro de pessoal próprio, ocorrendo também uma maior capacitação técnica-profissional do organismo. Em geral, as demais associações de bombeiros somente foram estatizadas e municipalizadas ao longo das décadas de 1940 e 1950. O início da Guerra de Independência de Angola fez com que o regime português acelerasse o processo de estatização e municipalização ou criação de Corpos de Salvação Pública independentes em todas as capitais provinciais durante a década de 1960.
Em janeiro de 1975 os Corpos de Salvação Pública (informalmente conhecidos como "bombeiros municipais") foram reformulados com a formação do Conselho Presidencial do Governo de Transição, passando a ser denominado como "Corpo de Salvação Pública de Angola", pela primeira vez com abrangência nacional, sob alçada do Ministério da Justiça. Em 1977, passou a tutela direta da Direção de Informação e Segurança de Angola (DISA), recebendo a denominação de "Departamento Nacional de Prevenção e Extinção de Incêndios" (DNPEI). Neste âmbito, no mesmo ano, foi criado a Comissão Nacional de Protecção Civil, que viria a se tornar o Serviço de Protecção Civil.

### O grande "batismo de fogo"
Em 30 de novembro de 1981 ocorre um incêndio de enormes proporções na refinaria da Petrangol, na periferia de Luanda. A complexidade da ocorrência exigiu a cooperação de outros ramos da proteção civil e segurança pública, como a Força Aérea Nacional de Angola (na transportação dos meios técnicos de extinção de incêndio), a Polícia Popular de Angola (para isolar a área e a organização do socorro às vítimas) e o Serviço de Protecção Civil, além dos serviços de saúde, de transporte de feridos e socorros médicos imediatos. Considera-se que a data foi o grande e histórico "batismo de fogo" do órgão, dado que o DNPEI foi totalmente reestruturado após o ocorrido, com a data de 30 de novembro passando a ser celebrada como o "Dia do Bombeiro de Angola".

### Reformulação
A denominação do DNPEI passou por mais duas alterações, sendo a de 1992, quando tornou-se "Corpo Nacional de Bombeiros" (CNB), e no final de 1999, quando passou a ser "Serviço de Bombeiros de Angola" (SBA). Em 2003, no bojo das reformulações gerais na legislação nacional, foi aprovada a Lei de Base da Protecção Civil.
Em 2010, por ocasião da tomada de posse de Sebastião Martins "Potássio" como Ministro do Interior, o Serviço de Protecção Civil e o Serviço de Bombeiros uniram-se formando o actual "Serviço de Protecção Civil e Bombeiros" (SPCB).
Em 11 de agosto de 2017, por intermédio do Decreto nº 184/17, foi aprovada a reformulação do Regulamento Orgânico do Serviço de Protecção Civil e Bombeiros.